# Диносаур са Нове Британије
Диносаур са Нове Британије (енгл. East New Britain Dino) је наводно криптид са острва Нова Британија у близини Папуа Нове Гвинеје. Према опису особа које су наводно видјеле ово биће, наликује на криптида Марија, који живи на Папуа Новој Гвинеји.

## Опис криптида
Ово биће је водоземни предатор. Висок је 3 метра, има кратке руке, крокодилски реп и много оштрих зуба у чељустима. Кожа му је тамносива, љускава и слична крокодилској.

## Хронологија сусрета са овим бићем и виђења
- 2004. године у близини урушеног града Рабаула је виђено диносауру слично биће. Локална полиција је те године изашла на терен након многобројни дојава људи из села који су били јако забринути. Након детаљне истраге вратили су се без икакви трагова.